# Runenkästchen von Auzon

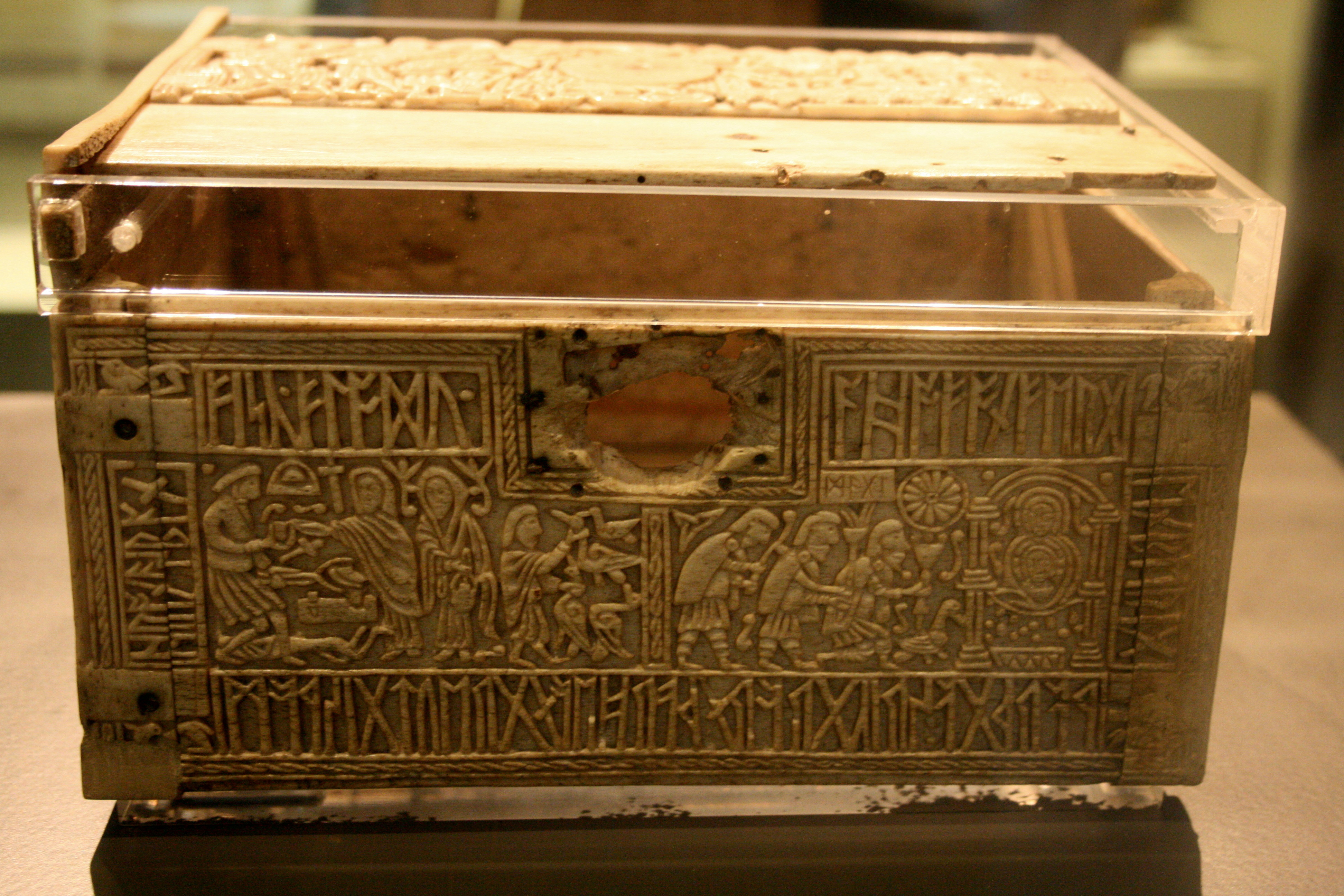
Das Runenkästchen von Auzon

Das Runenkästchen von Auzon (auch bekannt als Franks Casket) ist ein mit Abbildungen und Runen verziertes Kästchen aus Walknochen, welches Anfang des 8. Jahrhunderts im angelsächsischen Northumbria hergestellt wurde. Benannt ist das Kästchen nach seinem Herkunftsort Auzon im Département Haute-Loire in Frankreich. Die im angelsächsischen Raum übliche Bezeichnung the Franks casket bezieht sich auf seinen Käufer und Stifter, den Kurator des Britischen Museums Sir Augustus W. Franks. Es befindet sich heute im British Museum in London. Mit seinen Bildern aus christlicher und heidnischer Tradition sowie mit seinen Runeninschriften ist das frühmittelalterliche Kunstwerk ein beeindruckendes Produkt einer synkretistischen Epoche.

## Material, Maße und Aussehen

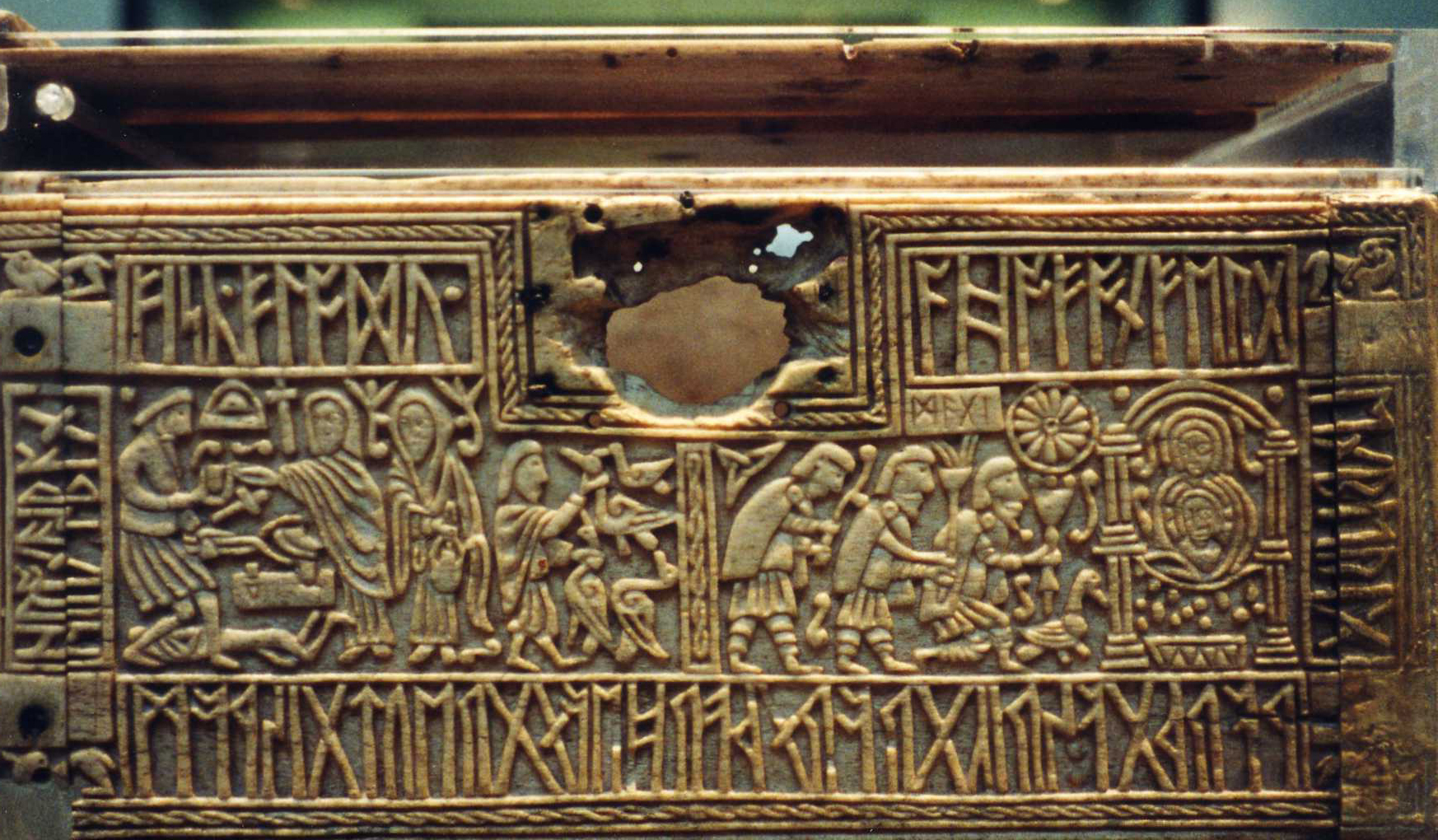
Details von der Vorderseite mit der (biblischen) Anbetung der Könige und dem (germanischen) Wieland dem Schmied

Das Runenkästchen von Auzon ist ein längliches Kästchen mit 22,9 cm Länge, 19 cm Tiefe und 10,9 cm Höhe; es hat einen flachen Deckel. Es handelt sich um eine Schnitzarbeit aus Walknochen. Auf der vorderen Seite des Kästchens befindet sich ein Loch: Dort war ursprünglich vermutlich ein Schloss eingelassen, das den Deckel mit dem Rest des Kästchens verband.
Die Außenkanten des Kästchens bilden Streben, in die die Walknochenplatten eingelassen sind, die die Seitenwände und den Boden des Kästchens bilden. Deckel und Seitenwände des Kästchens sind mit Szenen aus christlicher und heidnischer Mythologie dekoriert; die zentral angeordneten Motive sind umgeben von Runeninschriften. Leslie Webster vom British Museum interpretiert die Szenen wie folgt:
| Teil des Kästchens | Dargestellte Szenen                                                                                    |
| ------------------ | --- |
| Rückseite          | Szene mit Geiseln, Gerichtsszene, Einnahme von Jerusalem durch Titus im ersten jüdisch-römischen Krieg |
| Linke Seite        | Romulus und Remus                                                                                      |
| Rechte Seite       | unidentifizierte germanische Legende                                                                   |
| Vorderseite        | Germanische Legende von Wieland dem Schmied, Anbetung der Könige                                       |
| Deckel             | Bogenschütze Egil aus der germanischen Mythologie                                                      |

## Herkunft und kunsthistorische Einordnung
Die erste bedeutsame Veröffentlichung durch George Stephens, Old-Northern Runic Monuments of Scandinavia and England, verortete das Kästchen in Northumbrien und datierte es ins 8. Jahrhundert. Das British Museum vertritt auf seiner Webseite eine Herkunft aus dem Northumbrien der ersten Hälfte des 8. Jahrhunderts („first half of the 8th century AD“). Dies vertritt auch Leslie Webster: "early part of the eighth century" – frühes 8. Jahrhundert.
Nordhumbrien, ein angelsächsisches Königreich im Norden des heutigen Englands, war im 7. Jahrhundert in Kontakt mit dem Christentum gekommen: Als König Eadwin 625 die kentische Prinzessin Æthelburg heiratete, brachte diese den Missionar Paulinus mit nach Nordhumbrien. Auch unter Eadwins Nachfolgern fanden weitere Missionare ins Land, und die Missionsarbeit wurde von den Königen gefördert, zunächst die irisch-schottische Kirche, später die römische Kirche. Diese Missionierung beeinflusste jedoch nur eine dünne Oberschicht, außerhalb von Hof und Kirche herrschten im Volk weiterhin heidnische oder eine Mischung aus heidnischen und christlichen Vorstellungen das Denken.

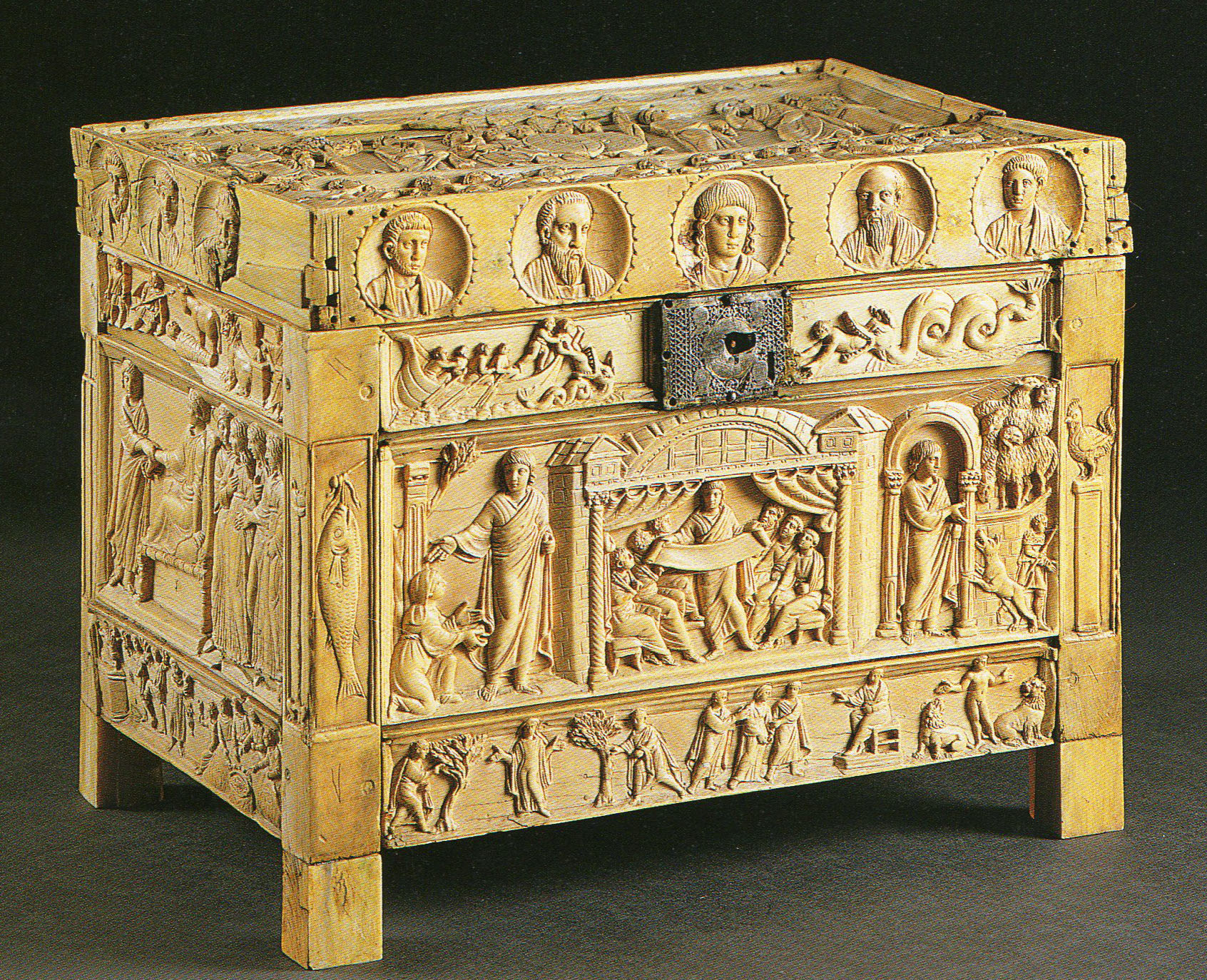
Das Kästchen von Brescia, eines der besterhaltenen spätantiken Vorbilder für das Runenkästchen von Auzon, spätes 4. Jahrhundert, städtisches Museum Brescia

Durch die Kontakte nach Rom brachten geistliche Würdenträger Kunstschätze von dort mit, darunter Codices, Silber- und Goldarbeiten, Malereien und Reliquiare. Auch Bauhandwerker kamen aus Rom und übten Einfluss auf den Steinkirchenbau aus. Auf diese Weise gelangten Vorbilder aus dem Mittelmeerraum an Hof und Kirche und Nordhumbrien.
Das Runenkästchen ist ein Beispiel für ein Kunstwerk dieser synkretistischen Epoche, in der sich christliche und heidnische Traditionen vermischten. Es spiegelt außerdem die Einflüsse sowohl aus dem Mittelmeerraum als auch einheimisches, angelsächsisches Kunsthandwerk wider.
Bemerkenswert beim Runenkästchen von Auzon sind die szenisch wirkenden Darstellungen auf den Außenseiten, so etwa ein Krieger, der einem Tierwesen gegenübersteht, oder von der römischen oder christlichen Mythologie inspirierte Szenen wie die Anbetung der Könige oder Romulus und Remus. Diese szenischen Darstellungen sind für die damalige Zeit im germanischen Raum sehr selten; es gibt einige wenige Beispiele auf Schnallen, Fibeln und Helmbeschlägen.
Das Kästchen selbst ist ohne Parallelen im angelsächsischen England oder in der germanischen Welt der Zeit, aber das Kästchen scheint durch christlich geprägtes Kunsthandwerk motiviert zu sein. Heutige Kunsthistoriker beobachten große Ähnlichkeiten zu zwei Elfenbeinkästchen aus dem 4. oder 5. Jahrhundert: Eines davon wird heute im städtischen Museum von Brescia aufbewahrt, das andere stammt ursprünglich aus der Kirche St. Hermagoras in Pola in Kroatien und befindet sich heute im archäologischen Museum in Venedig. Diese Kästchen stellen auf ihren Deckeln und ihren Außenseiten (biblische) Szenen bildlich dar.

## Geschichte des Kästchens
Das Runenkästchen von Auzon wurde Mitte des 19. Jahrhunderts von Professor Mathieu aus Clermont-Ferrand in einem Bürgerhaus in der Ortschaft Auzon im französischen Haute-Loire entdeckt. Zum Zeitpunkt des Fundes fehlte die rechte Tafel des Kästchens mit dem zugehörigen Eckstück sowie Teile des Deckels. Über einen Pariser Antiquitätenhändler gelangte es 1857 in den Besitz von Sir Augustus Wollaston Franks, einem englischen Kunstsammler und Archäologen. Dieser erkannte anhand der Runen auf dem Kästchen, dass es sich wohl um ein angelsächsisches Kunstwerk handeln müsse. 1867 verschenkte Franks das Runenkästchen an das British Museum in London.
Die fehlende rechte Tafel soll später in dem Bürgerhaus in Auzon nachträglich noch gefunden worden sein und gelangte über einen Sammler in Lyon schließlich um 1888 in den Besitz des Museo Nazionale (Bargello) in Florenz, Italien. Dort erkannte der schwedische Gelehrte Sven Söderberg 1890, dass es sich bei der Platte um die fehlende vierte Seite des Runenkästchens von Auzon handeln müsste. Später wurde ein Abguss der Tafel angefertigt und zum Runenkästchen im British Museum hinzugefügt.
Wie das Kästchen nach Frankreich gelangte, liegt im Dunklen. Verschiedene Theorien wurden von Historikern vorgebracht, um die Geschichte des Runenkästchens von seiner Entstehung bis zu seiner Auffindung in Auzon im 19. Jahrhundert zu klären. So wird argumentiert, dass der Schnitzer ein Angelsachse sei, der das Kästchen für einen fränkischen König, vielleicht Chilperich oder Theudebert, geschaffen habe. Andere Forscher schreiben, dass das Kästchen wahrscheinlich von Eadgifu, einer angelsächsischen Königstochter, von England nach Frankreich gebracht wurde, als sie Ehefrau von Karl III. wurde. Häufig wird auch die Meinung vorgebracht, das Kästchen sei von englischen Pilgern auf ihrem Weg nach Rom einer Kirche in Frankreich geschenkt worden.

## Deutung

### Deutung als Lebenslauf eines Kriegers

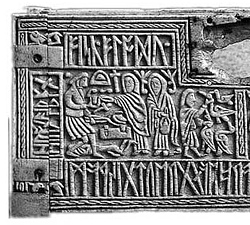
Runenkästchen von Auzon (spätes 7. Jh.) mit altenglischen Stabreimversen in Runen, vordere Tafel: Szene aus der Wieland-Sage

Alfred Becker glaubt im Bild-, Vers- und Runengebrauch auf dem Runenkästchen eine genau durchdachte programmatische Intention zu erkennen. Kein Bild ist lediglich ornamental, kein Text dient allein der Erläuterung. Als eine mögliche Interpretation skizziert Becker die Beschreibung des Lebensablaufs eines Kriegers von der Geburt bis zum Tod und Eingang ins Jenseits. Die Mischung aus heidnischer und christlicher Symbolik reflektiert die Situation des Kriegers in einer Zeit des Übergangs vom germanischen Heidentum zum Christentum.

#### Vorderseite
Am Beispiel der Vorderseite des Kästchens lässt sich die magische Praxis des Runenmeisters ablesen. Die Stabreimverse vom Wal, die die Bilder rahmen, haben scheinbar nichts mit den Darstellungen zu tun. Betrachtet man die beiden stabtragenden Runen (f und g) jedoch näher, dann erkennt man den Bezug: Die f-Rune (feoh, Vieh) steht für den beweglichen Besitz wie Gold und Geschmeide; die g-Rune (gifu, Gabe) bezeichnet das Geschenk. Über dem Rücken des dritten Magiers weise das Triqueta (interpretiert als Odins Valknut) auf Tod und Auferstehung in Verbindung mit der Gabe Myrrhe hin. Wieland, den das linke Bild zeigt, stellt eben jenes feoh (den „geldwerten Besitz“) her, während die drei Magier (später: Heilige Drei Könige) auf dem rechten Bild gifu (die "Gabe") bringen. Und feohgifu, die „ehrende Goldgabe“, ist genau das, was die königliche Schatulle enthält.
Das Magierbild steht nicht nur für reiche Gaben, sondern auch für die noble Geburt. Bemerkenswert ist hier der Wasservogel statt eines Engels, vermutlich die Fylgja (spirituelle Begleiterin, Walküre) in ihrer Tiergestalt (vgl. Schwanenjungfrau), gekennzeichnet durch einen weiteren Valknut. Die Hilfe einer solchen Fylgja zeigt das Wielandbild, wo sie eine Flasche herbeibringt, Bier, mit dem der albische Schmied die Königstochter betäubt, um sie zu schwängern. Durch diese Rache (Tötung der Söhne und Vergewaltigung der Tochter seines Peinigers) erlangt er seine Freiheit und kann (in Vogelgestalt) entfliegen.
Die Inschrift setzt sich aus 72 Zeichen zusammen, was ohnehin als magische Zahl (3 × 24) verstanden wird, darüber hinaus aber hat sie – wenn man jeder Rune den Wert ihrer Position in der Runenreihe zumisst, den Runenwert 720. Nach diesem Muster verfährt der Schnitzer auch bei den anderen Inschriften und Darstellungen.

#### Linke Seite
Die linke Seite zeigt Romulus und Remus mit (Wotans?) zwei Wölfen. Die Namensformen Romwalus und Reumwalus stehen in Bezug zu dem altnordischen Wort valr („die auf dem Schlachtfeld liegenden Leichen“), so wie in Walküre und Walhall gebraucht. Die r-Rune bezieht sich auf den „Ausritt in die Schlacht“.

#### Rückseite
Die Rückseite zeigt den späteren römischen Kaiser Titus bei seinem Sieg und dem Gericht über Jerusalem. Genau das, „Sieg und Gerechtigkeit“, bedeutet die t-Rune nach dem ags. Runenlied.

#### Rechte Seite
Die rechte Seite beschwört in Geheimschrift (Ersatz der Vokalrunen) den Tod auf dem Schlachtfeld und verspricht die Auferstehung des Gefallenen mit Hilfe seiner Walküre und Wotan/Odins Sleipnir. Unter dem Bauch des Pferdes findet sich eine Triqueta, welches unter Verweis auf ähnliche Symbolik in Gotländischen Bildsteinen wie dem Tängelgårda-Stein (von Lärbro) und dem Kreuz von Gosforth als Odins Valknut gedeutet wird. Das Unheil beschreibt die h-Rune, für die Errettung vom Schattenreich steht die s-Rune, mit der Bedeutung „Sonne, Licht, Leben“.

#### Deckel
Der Deckel verbildlicht Ragnarök, den Kampf der Götter und Riesen um die Sonne, in dessen Folge die ganze Welt untergeht. Zwei Wotansknoten scheinen einen befestigten Bezirk zu definieren. Welcher Bezirk hier gemeint ist, ist nicht zu sagen. Der Bogenschütze Egil (hier Ægili) verteidigt den Götterpalast (nach der nordischen Mythologie Valaskjalf) gegen die Reifriesen, nach anderer Lesart Feuerriesen. Die Æ-Rune, mit der sein Name anlautet, drückt nach dem ags. Runenlied „wehrhaften Widerstand gegen zahlreiche Angreifer“ aus. Dabei geht es um den Jahreskreislauf im Sinne von Tod und Auferstehung der Sonne zur Wintersonnenwende (vgl. Sol Invictus). Der Name des Schützen könnte eine germanisierte Form des griechischen Achill sein. Der antike Heros hatte bei dem Zentaur Cheiron, der oft für das Tierkreiszeichen Schütze steht, unter anderem auch das Bogenschießen gelernt.

#### Götter, Jahreszeiten und Sternbilder
Die 12 Punktmarken (Deckelbild) stehen für die 12 Monate des Sonnenjahres, zugleich geben sie die für die Jahreszeit typischen Sternbilder wider. So beginnt das Jahr mit den drei Sternen des Oriongürtels. Die Sommermonate sind durch fünf (gut sichtbaren) der sieben Plejadensterne gekennzeichnet, während zwei weitere Sterne bei dem unteren Schildträger für das Herbststernbild Widder stehen. Dem Zyklus von Tod und Auferstehung entspricht das Wintersternbild Zwillinge (lat. Gemini), mit den mythischen Dioskuren Castor und Pollux. Während mit Castor das alte Jahr stirbt, beginnt mit Pollux das neue. Mit den beiden Riesen, links, sind die Gebrüder und deren Sternbild verbildlicht. Ihnen steht rechts mit dem Sommersternbild der Schütze (lat. Sagittarius) gegenüber. Mit diesen Kontrahenten sind die Sonnenwenden fixiert.
Die beiden Schildträger oben und unten kennzeichnen das Sternbild Schild (lat. Scutum), das die Tagundnachtgleiche (Äquinoktium) in Frühling und Herbst kennzeichnet. Die Darstellung des Sternenhimmels hier erinnert an die Himmelsscheibe von Nebra, während die Verbildlichung im Relief des Mithras (Heidelberg-Neuenheim, 2. Jh.) eine Entsprechung hat.
Nach Gaius Iulius Caesar (De bello Gallico) verehren die germanischen Stämme Sol, Luna und Vulcanus bzw. Sonne, Mond und Feuer. Diese Trias findet sich auf der Vorderseite mit Jesus (Sol Invictus), Maria (Luna) und Wieland der Schmied, der über das Feuer dem Vulcanus und über den Reichtum (feoh bzw. pecus/pecunia) dem Saturn entspricht. Nach Tacitus (Germania) werden auch Herkules (Þunor/Thor), Mars (Tiw/Tyr) und Merkur (Woden Wotan) verehrt. Diese Trias steht hinter den anderen Seiten des Kästchens, während das Deckelbild die Mutter der Asen, Frigg, mit ihrem Spinnrocken zeigt. Damit ergibt sich die Folge der Wochentage (vorne) Saturday, Sunday, Monday, (hinten) Tuesday, (rechts) Wednesday, (links) Thursday, (oben) Friday.
Die Zahl der Runen (288 = 24 × 12 oder 12 × 300 = 3600) stehen für 10 solare Jahre, der Runenwert aller Inschriften beträgt 3568, was man mit 10 lunaren Jahren (3540 Tage)+ 1 Monat (28 Tage) gleichsetzen kann. Der überschießende Monat stellt den Fortgang der Zeit sicher. Das lateinische Textbruchstück (in Sprache und Schrift) auf der Rückseite stellt einen perfekten Meton-Zyklus (mit allen Schaltjahren in Runen) dar, der den solaren und den Lunarkalender abgleicht.

### Christlich-mystische Deutung
Im Gegensatz zur weltlich-heroischen Deutung stellt die christlich-mystische Deutung, die Marijane Osborn vorgestellt hat, die einzelnen Bilder zueinander in Bezug. Wieland, der fern seiner Heimat von König Nidhad gefangengehalten wird, tötet aus Rache – statt sein Leiden duldsam zu ertragen – einen Knaben, dessen Knochen auf dem Bild auf dem Boden liegen. Aus dem Schädel des Getöteten reicht er der Königstochter einen Liebestrank, um sie sexuell gefügig zu machen. Zwar gelang es ihm darauf, mit Hilfe der Federn der getöteten Gänse Flügel zu bauen und in die Freiheit zu entrinnen, aber die Gänse, die die Seelen von Kindermördern und Frauenschändern verkörpern, sind tot. Besser wäre er dem Ruf seiner Seele gefolgt, so wie die drei Könige der Gans folgten, um dem wahren Erlöser und Befreier, dem Heiland, zu huldigen.
Auch die Darstellung von Romulus und Remus greift das Thema wieder auf. Rhea Silvia, eine Vestalin und somit Jungfrau, wird durch Mars, einen Gott, schwanger. Die Parallele zur Jungfrau Maria ist unübersehbar. Aber im Gegensatz zur biblischen Geschichte wird die Mutter nach ihrer Niederkunft im Tiber ertränkt und die Söhnchen werden ausgesetzt, fern der Heimat, wie der Text ausdrücklich erwähnt. Die weitere Geschichte wird im Bild von der Eroberung Jerusalems erzählt. Die Römer, Nachkommen von Romulus, erobern Jerusalem (und die Welt) und treiben Frauen und Kinder ins Exil oder schleppen sie als Gefangene fort. Aber das weltliche Rom ist genauso wenig ewig, wie das weltliche Jerusalem. Zur Zeit des Kästchens war das Römische Reich bereits Geschichte.
Das keltische Bild thematisiert den Mythos der Rhiannon, einer kymrischen Pferdegöttin. In der Nacht nach ihrer Niederkunft wird ihr Söhnchen geraubt und eine Dienerin beschmiert Rhiannon mit Blut. Dann verleumdet sie ihre Herrin beim König und beschuldigt diese des Kindermordes. Zur Strafe muss Rhiannon sieben Jahre lang vor dem Hof der Königsburg auf einem Stein sitzen und jedem Vorbeikommenden ihre (angebliche) Untat berichten. Dann muss sie den Fremden auf ihrem Rücken zur Burg tragen.
Somit demonstriert der Hersteller des Kästchens die moralische Überlegenheit des Christentums über die drei Kulturen – Kelten, Römer und Germanen – die den Grundstock der angelsächsischen Kultur bildeten. Aber das Kästchen zeigt dem erkennenden Betrachter auch die Vergänglichkeit und Unsicherheit weltlichen Daseins, was schön ausgedrückt wird im Vers über den gestrandeten Wal, der dann zum Kästchen verarbeitet wurde. Endlich noch das Deckelbild: Der Bogenschütze Egil wird von Kriegern bedroht und verschanzt sich.
Der Psalm 72 verlangt, dass alle Nationen Gott dienen sollen; und in der Völkertafel der Genesis werden 72 Völker genannt, die die Menschheit symbolisieren.
Die auf dem Kästchen vorhandenen Triquetas versinnbildlichten nicht etwa Odin, sondern die Trinität. Das entsprechende Zeichen unter dem Pferdebauch weise nicht auf Sleipnir hin, sondern sei ein Versuch Eadberts, an die Symbolik von Aldfrith anzuknüpfen.